# Philippe Camperio
Philippe Camperio (* 28. September 1810 in Lodi, Königreich Italien als Filippo Camperio; † 31. März 1882 in Mailand) war ein Schweizer Politiker und Rechtswissenschaftler, der an der Genfer Akademie lehrte. Von 1851 bis 1863 sowie von 1866 bis 1869 gehörte er dem Nationalrat an, in den Jahren 1850/51, 1863 bis 1866 und 1869/70 dem Ständerat. Ausserdem war er Stadtrat von Genf und Staatsrat des Kantons Genf.

## Biografie
Camperio war der Sohn eines Doktors der Rechte und der Mathematik. Mütterlicherseits war er der Neffe von Filippo Ciani und Giacomo Ciani, die später politische Karriere im Kanton Tessin machten. Ab 1821 besuchte er das Institut von Philipp Emanuel von Fellenberg in Hofwil bei Münchenbuchsee, ab 1829 studierte er unter Pellegrino Rossi Recht an der Genfer Akademie. Er promovierte 1833 und kandidierte danach zweimal vergeblich für den Lehrstuhl für Strafrecht und Strafuntersuchung. In einem Essay machte Camperio Vorbehalte in Genfer Akademikerkreisen wegen seiner italienischen Nationalität dafür verantwortlich. Am 18. Oktober 1841 hielt er eine öffentliche Versammlung ab, bei der er die neutrale Haltung der Genfer Regierung im Aargauer Klosterstreit kritisierte. Dies führte fünf Wochen später zu einer unblutigen Revolution im Kanton Genf und zur Machtübernahme der Radikalliberalen.
Kurz nachdem er eingebürgert worden war, wurde Camperio 1847 in den Grossen Rat des Kantons Genf gewählt, dem er über zwei Jahrzehnte lang angehörte. 1848 erhielt er den Lehrstuhl für Strafrecht und öffentliches Recht der Genfer Akademie, den er bis 1866 innehatte. Ausserdem war er ab 1852 Richter am Kassationshof. Der Grosse Rat wählte ihn für die Jahre 1850/51 zum Ständerat. Camperio kandidierte danach bei den Nationalratswahlen 1851 und wurde mit dem besten Ergebnis gewählt. Er war zunächst ein Anhänger von James Fazy, wandte sich aber wegen dessen despotischen Haltung von ihm ab und näherte sich den gemässigten Liberalen an. Von 1853 bis 1855 gehörte er erstmals dem Staatsrat des Kantons Genf an und hatte die Leitung des Justiz- und Polizeidepartements inne. 1861 gründete er den gegen Fazy gerichteten Zirkel La Ficelle.
Camperio war von 1858 bis 1865 zusätzlich Stadtrat, ebenso gehörte er 1862 dem Verfassungsrat an. Bei den Nationalratswahlen 1863 verpasste er die Wiederwahl um 21 Stimmen, worauf ihn der Grosse Rat für die folgenden drei Jahre erneut in den Ständerat berief. 1866 gelang ihm die Rückkehr in den Nationalrat. Ein Jahr zuvor wurde er zum zweiten Mal in den Genfer Staatsrat gewählt, in welchem er wiederum als Justiz- und Polizeidirektor tätig war. Er trat für die uneingeschränkte Arbeitsfreiheit auch an Sonn- und Feiertagen ein, reformierte das Fürsorgewesen und traf Massnahmen, um Manipulationen bei Wahlen ein Ende zu setzen. 1868 vermittelte er beim grossen Uhrmacherstreik.
Nachdem Camperio 1866 die Wahl in den Bundesrat noch abgelehnt hatte, trat er 1868 gegen den Genfer Jean-Jacques Challet-Venel an und unterlag. 1869 verlor er auch seinen Nationalratssitz, worauf er ein Jahr lang erneut dem Ständerat angehörte. 1870 legte Camperio seine Ämter als Grossrat, Staatsrat und Kassationsrichter nieder und kehrte in seine italienische Heimat zurück.